# Borrego Chiapas

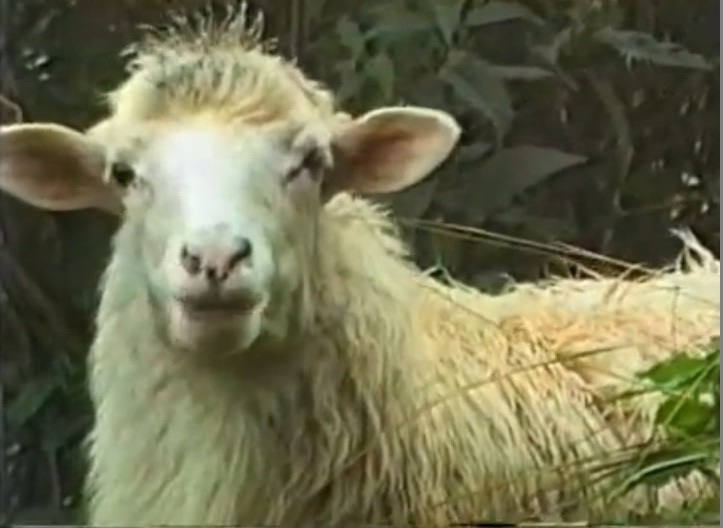
Variedad color blanco.

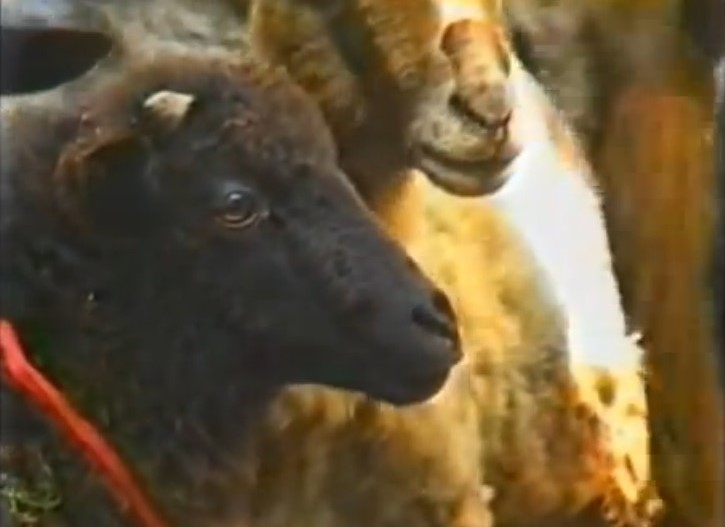
Variedad color negro.

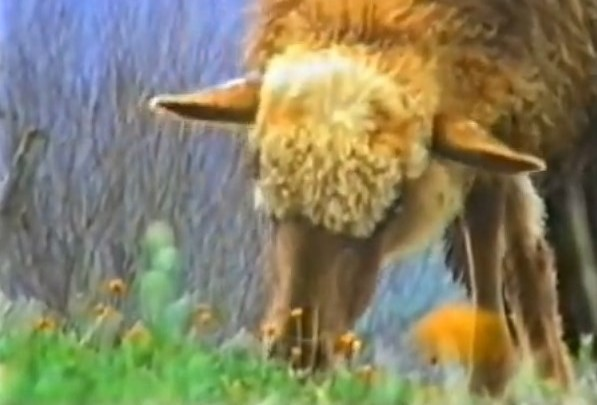
Variedad color café.

El borrego Chiapas (en tsotsil batsi chij, que significa el verdadero borrego) es una raza ovina autóctona de Los Altos de Chiapas, en México. Debido a su fenotipo y producción tan particulares, lo hacen diferente a cualquier otro tipo de ovino criollo del país.
Su cría y manejo es gestionada tradicionalmente por las mujeres del pueblo indígena de los tsotsiles, para el que la cría de ovejas representa una fuente importante de subsistencia, porque con su lana elaboran ropa tradicional para toda la familia, y obtienen un rendimiento económico con la elaboración de artesanías con lana que venden a los turistas, así como con la venta de la propia lana en bruto. Además, en casos de urgencia económica venden alguno de los animales para el consumo de la población no indígena, pues para ellos el sacrificio y consumo está prohibido por su religión.

## Historia
Estudios genéticos han demostrado que desciende del ganado ovino que llevaron a América los españoles poco después de los viajes de conquista y colonización desde los puertos de Sevilla, de Cádiz y desde las Islas Canarias a principios del siglo XVI para la alimentación y abastecimiento de militares, encomenderos, colonos y religiosos. Aquellas ovejas pertenecían a las razas churra, manchega, lacha, castellana y canaria. En lo que respecta a la raza churra, los ejemplares que viajaron al nuevo continente pertenecían a la churra lebrijana.
Debido a la mala calidad y poca cantidad de lana que producían, el gobierno federal desarrolló varios proyectos mediante los cuales fueron cruzadas en diferentes épocas con razas destacadas en la producción lanar, como la merina de Rambouillet, la columbia y la romney, para conseguir un mayor rendimiento, pero los programas no tuvieron éxito, y los animales cruzados no fueron capaces de adaptarse al clima y alimentación, y murieron poco después.
Actualmente el borrego Chiapas forma parte de la cultura y de la cosmovisión tsotsil, igual que ocurre con la raza ovina navajo churro y el pueblo nativo estadounidense de los navajos, que tiene como ascestro común con el borrego Chiapas al ovino churro español. Las pastoras tsotsiles son responsables de cuidar a sus ovejas, que consideran sagradas, y reciben nombres propios y cuidados especiales, porque está prohibido herirlas, matarlas o comerlas. También son las encargadas de realizar ropa para toda la familia, y dentro de las prendas que se tejen con la lana están los abrigos de lana negra, ponchos de lana blanca, faldas pesadas negras, blusas de color café y chales negros, todas realizadas con la lana de sus ovejas. Es probable que el diseño de estas prendas tenga influencia en los hábitos de los frailes españoles de la época colonial. Sus rebaños son pequeños, pues se componen de ocho o diez cabezas.

## Características y distribución
Se trata de un animal pequeño pero de gran rusticidad, y muy adaptado al entorno natural en el que se cría. Debido a su aislamiento en las comunidades tsotsiles, es más que probable que su aspecto represente el que tenían las razas españolas hace 500 años, aunque son muy ligeros y muestran la mitad de productividad que sus antecesores hispánicos, posiblemente como resultado del proceso de adaptación al clima y geografía en el que se localizan . Carecen de patrón genético común con la raza merina, por lo que no intervino en su formación. La raza tiene ocho grupos fenotípicos diferentes, aunque tres de ellos destacan sobre el resto:
- Borrego Chiapas Blanco: de tamaño mediano y con un peso estándar de 27,8 kg, de piel y lana blanca, con manchas de pigmentación centrífuga negras alrededor de ojos, hocico, ollares y parte distal de las orejas. Los machos pueden presentar cuernos.[1] Los estudios genéticos demostraron que desciende de la raza churra española.[2] Se presenta con un 43,5 % de frecuencia, su apariencia externa es muy similar a la raza churra y es conocido por los pastores indígenas como iscat, que significa ojos negros.[3]
- Borrego Chiapas Negro: de tamaño mediano y con un peso estándar de 28 kg, de piel y lana negra, con un mechón blanco en la cabeza y en la cola. Los machos pueden presentar cuernos.[1] Los estudios genéticos acercan su origen a las razas españolas manchega, castellana, canaria e incluso de la roya bilbilitana.[2] Se presenta con un 36,3 % de frecuencia, su apariencia es muy similar a la variedad negra de la raza manchega y es conocido por los indígenas como sacjol, que significa mancha blanca en la cabeza.[3]
- Borrego Chiapas Café: de tamaño mediano o pequeño y con un peso estándar de 25 kg, de piel pigmentada en colores que varían del amarillo claro al café oscuro, y con lana color crema mezclada con fibras café o negras. Los corderos nacen con lana fina de color canela, que va aclarando con la edad. Los machos pueden presentar cuernos.[1] Los estudios genéticos han demostrado que desciende de la oveja lacha española.[2] Se presenta con un 19,7 % de frecuencia y es conocido por los indígenas como mesha, que significa de color cafecito.[3]

En general su conformación puede considerarse bien proporcionada, de tamaño mediano o pequeño, y algunas partes están desprovistas de lana, que puede ser corta o delgada y forma mechones definidos.
El borrego Chiapas se localiza en la región montañosa de Los Altos de Chiapas y en Guatemala. En lo que respecta a Chiapas, se localiza principalmente en los municipios de San Juan Chamula, Zinacantán, Teopisca y San Cristóbal de Las Casas, mientras que en Guatemala, donde llegó por migración de los tsotsil, se puede localizar en Chiapa de Corzo, Berriozábal, Ocozocoautla, Comitán y algunas partes de Guatemala.[cita requerida]
En 2007 su censo en las regiones montañosas de Chiapas era de unas 80 000 cabezas. En 2014 se continuaban realizando esfuerzos para su conservación y selección, a fin de obtener un mejor aprovechamiento de esta raza, aclimatada a los trópicos.